# Svetlana Nagejkina
Svetlana Vjatsjeslavovna Nagejkina  (Russisch: Светлана Вячеславовна Нагейкина) (Tambov, 2 februari 1965) is een voormalig Russisch/Wit-Russisch langlaufer. 

## Carrière
Nagejkina won tijdens haar debuut voor de Sovjet-Unie in 1988 de gouden medaille op de estafette. Dit was de enige keer dat Nagejkina onderdeel van de estafetteploeg op een mondiaal titeltoernooi voor de Sovjet-Unie of voor Rusland. Nagejkina kwam na het uiteenvallen van de Sovjet-Unie uit voor Rusland. Vanaf 2000 kwam Nagejkina uit voor Wit-Rusland.

## Belangrijkste resultaten

### Olympische Winterspelen
| Editie | Plaats         | Resultaten                                                       |
| ------ | -------------- | ---------------------------------------------------------------- |
| 1988   | Calgary        | 8e 5 km klassiek · 4e 10 km klassiek · estafette                 |
| 1994   | Lillehammer    | 16e 5 km klassiek 9e 30 km klassiek 19e achtervolging            |
| 1998   | Nagano         | 16e 15 km klassiek                                               |
| 2002   | Salt Lake City | 14e 10 km klassiek 5e 15 km vrij 11e 30 km klassiek 5e estafette |

### Wereldkampioenschappen langlaufen
| Jaar | Plaats              | Resultaten                                           |
| ---- | ------------------- | ---------------------------------------------------- |
| 1991 | Val di Fiemme       | 14e 10 km vrij 8e 15 km klassiek 5e 30 km vrij       |
| 1993 | Falun               | 19e 15 km klassiek 31e 30 km vrij                    |
| 1997 | Trondheim           | 10e 30 km klassiek                                   |
| 1999 | Ramsau am Dachstein | 4e 5 km klassiek 4e 30 km klassiek 11e achtervolging |
| 2001 | Lahti               | 8e 10 km klassiek 11e 15 km klassiek                 |
| 2003 | Val di Fiemme       | 13e 30 km vrij 8e achtervolging 5e estafette         |

### Marathons
Marathon zeges
| Nr. | Datum | Plaats       | Marathon          | Onderdeel                          |
| --- | ----- | ------------ | ----------------- | ---------------------------------- |
| 1.  | 2000  | Oberammergau | König-Ludwig-Lauf | 51 km klassieke stijl (massastart) |